# تپه گورستان خلیفه داود
تپه قبرستان خلیفه داود مربوط به دوره اشکانیان - دوره ساسانیان - سده‌های اولیه دوران‌های تاریخی پس از اسلام است و در شهرستان مشگین‌شهر، بخش ارشق، دهستان ارشق شمالی، روستای خلیفه داود واقع شده و این اثر در تاریخ ۱۲ شهریور ۱۳۸۶ با شمارهٔ ثبت ۱۹۳۷۱ به‌عنوان یکی از آثار ملی ایران به ثبت رسیده است.